# Талапти (Таласький район)
Талапти́ (каз. Талапты) — село у складі Таласького району Жамбильської області Казахстану. Входить до складу Бостандицького сільського округу.
Населення — 536 осіб (2021; 1379 у 2009, 489 у 1999, 411 у 1989).